# Eria rostriflora
Eria rostriflora är en orkidéart som beskrevs av Heinrich Gustav Reichenbach. Eria rostriflora ingår i släktet Eria och familjen orkidéer. Inga underarter finns listade i Catalogue of Life.